# Cneoglossa brasiliensis
Cneoglossa brasiliensis is een keversoort uit de familie Cneoglossidae. De wetenschappelijke naam van de soort is voor het eerst geldig gepubliceerd in 1948 door Wittmer.